# Wilhelm Braune
Theodor Wilhelm Braune, född 20 februari 1850 i Großthiemig vid Elsterwerda, död 10 november 1926 i Heidelberg, var en tysk språkforskare.
Braune blev 1874 privatdocent och 1877 extra ordinarie professor i Leipzig, 1880 ordinarie professor i Giessen och 1888 i Heidelberg. Han uppsatte och utgav 1873–1891 tillsammans med Hermann Paul den berömda germanistiska tidskriften Beiträge zur Geschichte der deutschen Sprache und Litteratur (senare utgiven av Eduard Sievers) samt utgav från 1876 Neudrucke deutscher Litteraturwerke des 16. und 17. Jahrhunderts och från 1880 Sammlung von Grammatiken germanischer Dialekte. 
Förutom artiklar i åtskilliga germanistiska tidskrifter, de flesta i ovannämnda "Beiträge" (till exempel Zur Kenntniss des fränkischen und zur hochdeutschen Lautverschiebung, band I, och Über die Quantität der althochdeutschen Endsilben, band II), författade Braune Althochdeutsches Lesebuch (1875; femte upplagan 1902), Althochdeutsche Grammatik (1886; andra upplagan 1891), Gotische Grammatik (1880; femte upplagan 1900), de båda sistnämnda i den ovannämnda "Sammlung". Braune studerade även fornpreussiskan.